# Ben Williams (árbitro)
Benjamin Jon Williams (n. Canberra, Australia, el 14 de abril de 1977), conocido simplemente como Ben Williams, es un árbitro de fútbol de Australia.  También es profesor de educación física en la Escuela Secundaria Belconnen en Hawker, Canberra.

## Trayectoria
Williams dirige partidos de la Liga de Campeones Asiática, la Copa de la AFC y de la A-League australiana. Ha sido árbitro FIFA desde el 2005 y un árbitro del panel AFC Elite desde 2006.
Fue elegido como el árbitro para el partido de la final de la Liga de Campeones Asiática de 2012 entre Ulsan Hyundai y Al Ahli. Ese mismo año, también fue seleccionado para dirigir cuatro partidos (dos como árbitro principal y dos como cuarto árbitro) en los Juegos Olímpicos en Londres. Fue el árbitro del partido inaugural entre el Reino Unido y Senegal en Old Trafford frente a aproximadamente 75.000 espectadores.
Williams fue seleccionado por la FIFA como uno de los árbitros que dirigirían partidos de la Copa Mundial de Fútbol de 2014 en Brasil, siendo el único australiano del grupo.